# Wayne Stetina
Wayne Stetina (4 de dezembro de 1953) é um ex-ciclista olímpico estadunidense. Representou sua nação nos Jogos Olímpicos de Verão de 1972 e 1976.